# Mikuláš Konáč z Hodiškova
Mikuláš Konáč z Hodiškova (auch Hodištkova und Nikolaus Konacz von Hodiskowa) (* etwa 1480 in Hodíškov; † 3. April 1546 in Prag) war ein tschechischer Drucker, Verleger, Übersetzer und Schriftsteller.

## Leben
Als im 15. Jahrhundert von Mainz ausgehend, die Ausbreitung des Buchdrucks auch Böhmen erreichte, entstanden in Prag zahlreiche Druckerwerkstätten. Zu einer der bedeutendsten gehörte von 1507 bis 1528 die Druckerei des Nikolaus Konazc, einem Schreiber in den Prager Weinbergen (Vinohrady), Buchhändler, Übersetzer von Renaissancedichtungen aus dem Latein, Deutschen und Spanischen in die Tschechische Sprache und nach Erhebung in den Ritterstand stellvertretender Richter am Prages Hofgericht.
Er arbeitete zunächst mit einem Jan Wolf zusammen, ab 1511 druckte und verlegte er unter eigenem Namen über vierzig verschiedene Bücher. 1516 erhielt er auf Vermittlung seines adeligen Mäzen Jan Hodějovský z Hodějova ein Wappen und das Adelsprädikat: von Hodiskowa; danach wurde er zum Ritter geschlagen. In der Zeit von 1520 bis 1542 war Konacz von Hodiskowa als Autor tätig und übte das Amt des stellvertretenden Richters in Prag aus.

## Publikationen
Als Vertreter des Humanismus verlegte Nikolaus Konacz Übersetzungen aus der Literatur der Antike sowie Werke von Autoren des Mittelalters und der Renaissance, meist humanistische Philosophen und Moralisten. 1510 erschien bei ihm eine Chronik von Papst Pius II. mit 39 Holzschnitt-Porträts tschechischer Herrscher in Böhmen. Er verlegte vor allem kirchliche Schriften für die Römisch-katholische Kirche, meist bebildert mit Holzschnitten; und er gehörte zu den Druckern in Prag, die zu den ersten Herausgebern von Zeitungen zählten. Konáč schrieb Glaubenstexte, meist Dialoge zwischen Katholiken und Utraquisten, sowie kulturelle und politische Abhandlungen.

### Übersetzungen
- O najbiednějším stavu velikých pánuov (1507) von Lukian von Samosata
- Kteří jsú v světě najznamenitější bojovníci byli (1509) von Lukian von Samosata
- Libri acephali (Najkratšie kniehy) (1511) von Lactantius Firmian
- Životové a mrávná naučenie mudrcuo přirozených (1514) von Walter Burleigh
- Zrcadlo múdrosti svatého Crhy biskupa (1516)
- Paňčatantra (Pravidlo lidského života) von Johannes de Capua (1528)
- Speculum vitae humanae (Kniha o hořekování a naříkání Spravedlivosti, královny a paní všech ctností) (1547), von Rodrigo Sánchez de Arévalo (1404–1470)
- Creda, Desatera a Otčenáše (1520) von Jan Hus

### Eigene Werke
- Českého bratra a mudrce o víře z r. (1511)
- List Pravdy pro řád, pokoj, lásku a svornost (1522) gewidmet dem König Ludwig II.
- Bitva u Moháče (1526)